# Alston Scott Householder

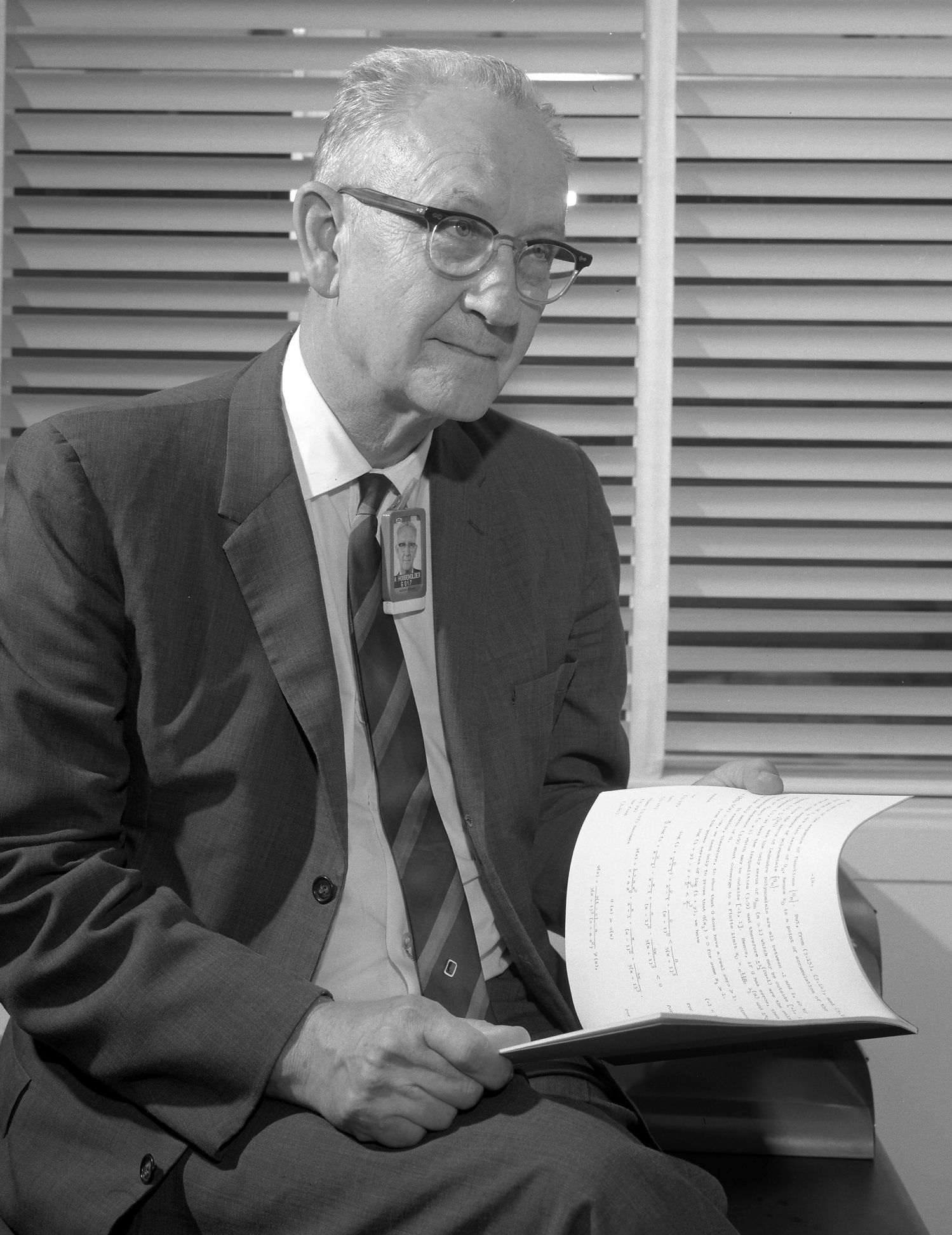
Alston S. Householder

Alston Scott Householder (* 5. Mai 1904 in Rockford (Illinois); † 4. Juli 1993, Malibu (Kalifornien)) war ein US-amerikanischer Mathematiker, der Pionierarbeit in der numerischen linearen Algebra geleistet hat.
Er führte 1958 die nach ihm benannte Householdertransformation als Mittel zur numerischen Lösung linearer Gleichungssysteme ein. Householder trug viel zur systematischen Ordnung des damals chaotischen und unübersichtlichen Gebiets der Numerik, insbesondere der numerischen linearen Algebra, bei. Ferner propagierte er die systematische Verwendung von Normen in der linearen Algebra.

## Leben
Householder verbrachte seine Jugend in Alabama, erwarb 1925 einen Bachelorgrad an der Northwestern University of Evanston, Illinois und 1927 einen Mastergrad an der Cornell University, New York. An der Universität von Chicago lehrte er Mathematik, während er seine Promotion über Variationsrechnung vorbereitete. Nachdem er 1937 seinen Doktortitel erhielt, konzentrierte er sich auf mathematische Biologie. Dieses Gebiet wurde durch seine Arbeit mit Nicolas Rashevsky an der University of Chicago beeinflusst.
Im Jahr 1946 ging er als Mathematiker an das Oak Ridge National Laboratory, Tennessee, wo er 1948 einen Lehrstuhl erhielt. Während dieser Zeit verlagerte sich sein Interesse hin zur numerischen Mathematik. 1969 verließ er Oak Ridge und wurde Professor an der University of Tennessee, dort wurde er auch Dekan. 1974 ging er in den Ruhestand und zog nach Malibu, Kalifornien.
Alston Householder war zweimal verheiratet und hatte zwei Kinder.
In den Organisationen, deren Mitglied er war, trug Householder auf verschiedenste Arten zur Forschung bei. Er war Präsident der American Mathematical Society, Präsident der Society for Industrial and Applied Mathematics und der Association for Computing Machinery. Er war Redaktionsmitglied bei Psychometrika, Numerische Mathematik und Linear Algebra and Its Applications, sowie Herausgeber von SIAM Journal on Numerical Analysis. Außerdem organisierte er die Gatlinburg Conferences über Numerische Mathematik, die heute immer noch unter dem Namen Householder Symposia stattfinden.
1969 wurde Householder in die American Academy of Arts and Sciences gewählt. Seit 1965 war er Ehrendoktor der Technischen Universität München.

## Ausgewählte Werke
- Discussion of a set of points in terms of their mutual distances, 1938:[3] Pionierarbeit in Multidimensional scaling.

- Alston Scott Householder: The Theory of Matrices in Numerical Analysis. Dover Publications Inc, New York NY 1964, ISBN 0-486-61781-5 (xi, 257).
- The theory of matrices in numerical analysis. Dover edition Auflage. Dover Publications, Mineola N.Y. 2006, ISBN 0-486-44972-6 (xi, 257, eingeschränkte Vorschau in der Google-Buchsuche).